# 博德罗格
博德罗格（匈牙利語：Bodrog），是匈牙利绍莫吉州所辖的一个村。总面积14.78平方公里，总人口443，人口密度30.0人/平方公里（2011年1月1日）。